# 妖艶毒婦伝 お勝兇状旅
『妖艶毒婦伝 お勝兇状旅』（ようえんどくふでん おかつきょうじょうたび）は、1969年（昭和44年）公開の日本映画。中川信夫監督、東映東京撮影所製作、東映配給、カラー映画（フジカラー）、シネマスコープ、7巻 / 2,295メートル（1時間24分）。アメリカ発売DVDの英語題名はLegends Of The Poisonous Seductress: Okatsu The Fugitive。

## 概要
1968年（昭和43年）から1969年にかけて全3作品が製作された宮園純子主演『妖艶毒婦伝』シリーズの3本目であり、シリーズ最終作である。
シリーズの第1作『妖艶毒婦伝 般若のお百』(1968年、石川義寛監督）ではヒロインの名前は「お百」だったが、監督が中川信夫に交代した2作目『妖艶毒婦伝 人斬りお勝』（1969年）と本作品では、ヒロインは甲源一刀流の使い手である「お勝」に名前が変わっている。しかし、『人斬りお勝』のヒロインは道場主の娘、本作品のヒロインは上州沼田藩重役の娘と異なっており、ストーリー的にも直接のつながりはない。
鈴木健介・作成による『中川信夫・年譜』によれば、本作品は中川信夫が1962年（昭和37年）以来、久々に年間3本の劇場用映画（『さくら盃 義兄弟』、『人斬りお勝』、本作品）を手掛けた1969年の1本であり、鈴木はこの年における中川の姿を「大いに気を吐く」と表現している。「大いに気を吐く」とは、1931年（昭和6年）に在籍していたマキノ・プロダクションの解散で失職し、翌1932年（昭和7年）に市川右太衛門プロダクションに移籍してからもなかなか思い通りの仕事が出来なかった中川に対して、1934年（昭和9年）に山上伊太郎が贈った言葉「人間は一生に一度、必ず気を吐く時があるものです」がもとになっている。中川は生涯この言葉を「反省の鞭」とした。
両手両足を縛られたお勝（宮園純子）が、悪役の田代（伊藤久哉）に強姦される場面について、脚本家の桂千穂は宮園純子の顔のアップだけでマゾヒズムを表現した演出を評価しているが、桂が中川に行ったインタビューにおいて中川は「つまらん、オワリ！」と遮って、本作品の出来に対する不満をあらわにしている。ただし、前作で芸者に変装したお勝が二階建ての宿屋に入り、一階の広間を埋め尽くす大人数の人足たちと宴会を始める様子を二階から俯瞰の移動撮影でとらえたロング・ショットは、大勢の俳優を動かす緻密な演出と画面構成によって、試写を観た当時の東映首脳部たちを驚かせたという。中川は「そのショットだけは（良かった）ね、あとはゼロだ」と語っている。
中川信夫は本作品を最後にテレビドラマに活躍の場を移し、劇場映画は遺作となったATG作品『怪異談 生きてゐる小平次』（1982年）まで携わらなかったため、本作品は中川にとって最後の邦画メジャー作品となった。

## あらすじ
1841年（天保12年）。上州沼田藩の側用人・田代重太夫は御用商人の島田屋庄左衛門と結託して、違法に栽培した煙草を江戸で密売していた。密造に強制的に狩り出された百姓・人足たちは用済みになると口封じのために虐殺され、従わなければ厳しい拷問を受けた。田代の悪行が幕府に知れ渡ればいずれ藩の存亡につながると危惧した藩士たちは、江戸詰の大納戸役・真壁主計に田代の罪状書を託すが、悪事が国表に知れ渡ることを恐れた田代は、娘・お勝の婚儀を控えた真壁の屋敷に部下を放って真壁一家を拉致し、罪状書のありかを吐かない真壁と妻を拷問にかけて殺してしまう。両親を殺され、自らは強姦され、甲源一刀流の師匠である出雲や許婚の新三郎にまで裏切られてしまったお勝は、田代一派への復讐を誓い、町人姿に身を変えて、沼田に向かう田代を追跡する。
素性を隠しているために関所を越えられないお勝は、宿場にたむろする人足たちを色仕掛けで籠絡して関所破りを懇願するが、出世欲に取り憑かれて田代の犬に成り下がった新三郎の襲撃を受けて負傷する。すんでのところでお勝を助けた浪人の犬神隼人は、かつて沼田藩の指南役であり、指南役の座を狙う出雲の陰謀によって藩を追放された男だった。犬神の助けを得て田代を追い詰めたお勝は、鬼と罵しられながらも田代一派を皆殺しにして復讐を遂げるのだった。

## スタッフ
- 監督： 中川信夫
- 企画： 扇沢要、安斎昭夫
- 原案： 高橋猛
- 脚本： 高田宏治、山本英明
- 撮影： 山沢義一
- 美術： 藤田博
- 照明： 元持秀雄
- 録音： 小松忠之
- 音楽： 河辺公一
  - 主題歌『白刃恋唄』（作詞＝黒田喜之、作曲＝茅正人、唄＝宮園純子）
- 編集： 長沢嘉樹

## キャスト
- 真壁勝（お勝）： 宮園純子
- 犬神隼人： 梅宮辰夫
- 真壁主計： 河野秋武
- 真壁さわ： 南風夕子
- 田代重太夫： 伊藤久哉
- 三上新三郎： 北上弥太朗
- 出雲邦典： 名和宏
- 島田屋庄左衛門： 安部徹
- 沖野大膳: 沼田曜一
- お京: 沢淑子
- かおる: 大信田礼子
- お袖: 本多幸子
- お浪: 花柳幻舟
- 平田帯刀: 沢彰謙
- 西川甲蔵: 中島信義
- 岩崎左内: 伊達弘
- 榊藤兵衛: 伊達正三郎
- 権: 日尾孝司
- 安: 佐藤晟也
- 辰: 須賀良
- 源六: 鈴木やすし